# Chesnee
Chesnee é uma cidade localizada no estado norte-americano de Carolina do Sul, no Condado de Cherokee e Condado de Spartanburg.

## Demografia
Segundo o censo norte-americano de 2000, a sua população era de 1003 habitantes.
Em 2006, foi estimada uma população de 1053, um aumento de 50 (5.0%).

## Geografia
De acordo com o United States Census Bureau tem uma área de
2,3 km², dos quais 2,3 km² cobertos por terra e 0,0 km² cobertos por água. Chesnee localiza-se a aproximadamente 298 m acima do nível do mar.

## Localidades na vizinhança
O diagrama seguinte representa as localidades num raio de 24 km ao redor de Chesnee.